# 晏其列扶公立學校
晏其列扶公立学校是澳洲新南威爾斯州雪梨晏其列扶的一所公立小學，以太子公路、亞運拿街（Avenal Street）及Segenhoe Street為界。

## 外部連結

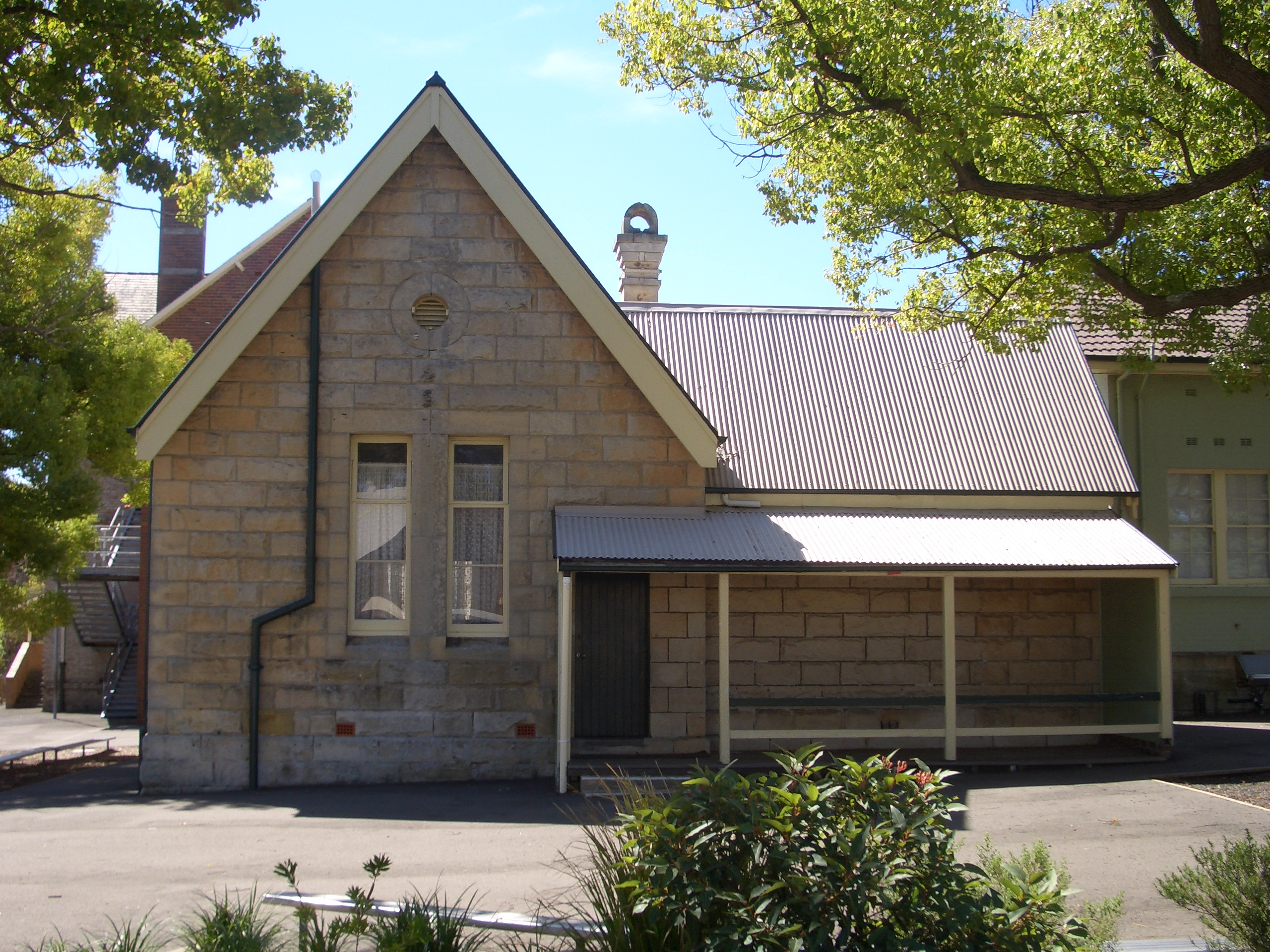
晏其列扶公立學校

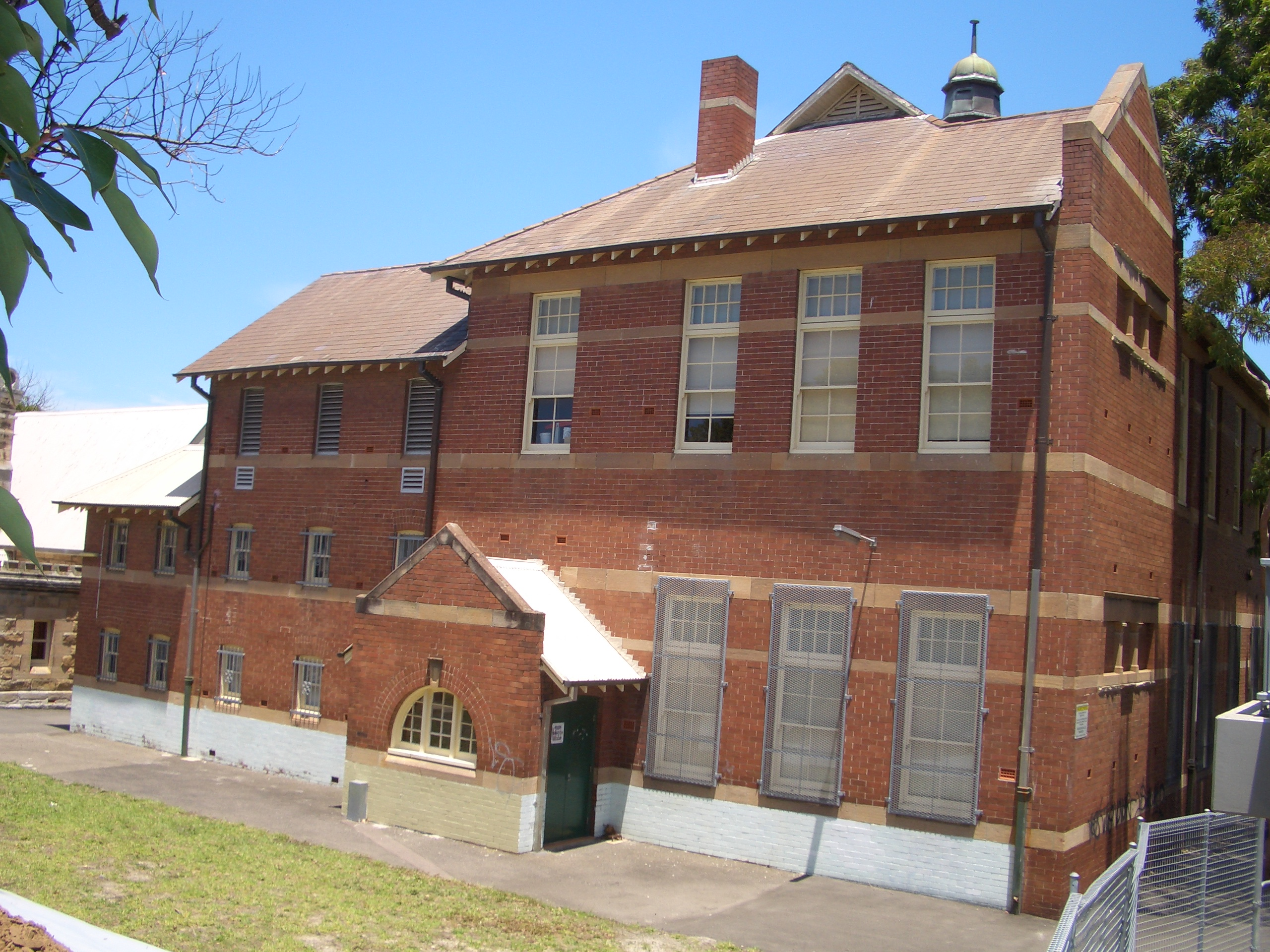
晏其列扶公立學校

- Arncliffe Public School website （页面存档备份，存于）

33°56′24.98″S 151°8′49.62″E / 33.9402722°S 151.1471167°E